# 수호자 위원회

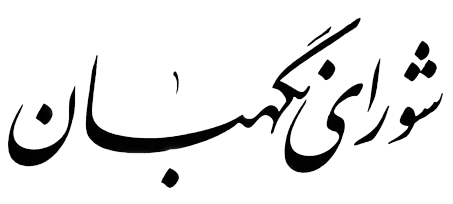

수호자 위원회(Guardian Council, 페르시아어: شورای نگهبان, 로마자 표기: Shourā-ye Negahbān)는 임명되고 헌법에 따라 위임된 12명의 위원으로 구성된 위원회로 이란 이슬람 공화국에서 상당한 권력과 영향력을 행사한다.
이슬람 공화국 헌법은 이사회에 세 가지 임무를 부여한다.
a) 의회(Majlis)에서 통과된 법안에 대한 거부권 행사
b) 선거 감독
c) 지방, 의회, 대통령 또는 전문가 총회 선거에 출마하려는 후보자를 승인하거나 자격을 박탈한다.